# U Thant
Sithu U Thant (ur. 22 stycznia 1909 w Pantanaw, Birma, zm. 25 listopada 1974 w Nowym Jorku) – birmański polityk, trzeci sekretarz generalny ONZ, od 30 listopada 1961 do 31 grudnia 1971. W latach 1949–1957 był w Birmie ministrem informacji.

## Życiorys
Od 1947 roku pracował w birmańskiej służbie dyplomatycznej, a także zajmował szereg stanowisk rządowych. W latach 1957–1961 był przewodniczącym delegacji birmańskiej przy ONZ. 3 listopada 1961 został następcą tragicznie zmarłego Daga Hammarskjölda, a następnie wybrano go jednogłośnie na stanowisko sekretarza generalnego w dniu 30 listopada 1962 roku.
Ponownie został wybrany na stanowisko sekretarza generalnego ONZ 2 grudnia 1966, które zajmował do 31 grudnia 1971. Potem przeszedł na emeryturę. Zmarł w 1974 roku w Nowym Jorku.
Brał udział w negocjacjach w czasie kryzysu kubańskiego w 1962 roku. Przyczynił się też do wysłania na Cypr Sił Pokojowych ONZ, doprowadził do przerwania walk w czasie wojny izraelsko-arabskiej w 1967 roku. W 1969 roku ogłosił przygotowany na polecenie Zgromadzenia Ogólnego ONZ raport Człowiek i jego środowisko, w którym przedstawiono skalę zagrożeń związanych z niszczeniem środowiska naturalnego. Był inicjatorem przyjęcia w 1971 roku w szeregi ONZ Chińskiej Republiki Ludowej. W proteście przeciwko udziałowi Stanów Zjednoczonych w konflikcie wietnamskim odmówił kandydowania na kolejną kadencję. Autor m.in. Democracy of School (1952) i History of Post-War Burma (1961).